# К. Дж. Гіппенстіл
К. Дж. Гіппенстіл (англ. K. J. Hippensteel; нар. 8 травня 1980) — колишній американський тенісист.
Найвищу одиночну позицію світового рейтингу — 150 місце досяг 15 листопада, 2004, парну — 210 місце — 25 жовтня, 2004 року.
Завершив кар'єру 2008 року.

## Юніорські фінали турнірів Великого шолома

### Парний розряд: 1 (1 перемога)
| Результат | Рік  | Турнір                           | Покриття | Партнер      | Суперники            | Рахунок       |
| --------- | ---- | -------------------------------- | -------- | ------------ | -------------------- | ------------- |
| Перемога  | 1998 | Відкритий чемпіонат США з тенісу | Тверде   | Девід Мартін | Енді Рам Ловро Зовко | 6–7, 7–6, 6–2 |

## Фінали ATP Челленджер і ITF Ф'ючерс

### Одиночний розряд: 9 (5–4)
| Легенда              |
| -------------------- |
| ATP Челленджер (1–1) |
| ITF Ф'ючерс (4–3)    |

| Фінали за покриттям |
| ------------------- |
| Тверде (4–4)        |
| Ґрунт (1–0)         |
| Трава (0–0)         |
| Килим (0–0)         |

| Результат | В-П | Дата     | Турнір                         | Рівень     | Покриття | Суперник         | Рахунок            |
| --------- | --- | -------- | ------------------------------ | ---------- | -------- | ---------------- | ------------------ |
| Поразка   | 0–1 | Лип 2001 | США F17, Чико (Каліфорнія)     | Ф'ючерс    | Тверде   | Джеймон Крабб    | 3–6, 6–4, 3–6      |
| Перемога  | 1–1 | Вер 2002 | США F24B, Коста-Меса           | Ф'ючерс    | Тверде   | Марк Сілва       | 6–4, 6–3           |
| Перемога  | 2–1 | Чер 2003 | США F13, Юба-Сіті (Каліфорнія) | Ф'ючерс    | Тверде   | Кін Фідер        | 6–3, 7–6(7–2)      |
| Перемога  | 3–1 | Сер 2003 | США F22, Декейтер (Іллінойс)   | Ф'ючерс    | Тверде   | Метью Ганлін     | 4–6, 6–1, 6–2      |
| Перемога  | 4–1 | Тра 2004 | США F12, Тампа                 | Ф'ючерс    | Ґрунт    | Браян Бейкер     | 1–6, 7–6(7–5), 6–2 |
| Поразка   | 4–2 | Чер 2004 | США F14, Саннівейл             | Ф'ючерс    | Тверде   | Алехандро Фаббрі | 4–6, 3–6           |
| Поразка   | 4–3 | Чер 2004 | США F15, Оберн (Каліфорнія)    | Ф'ючерс    | Тверде   | Амер Деліч       | 6–7(3–7), 3–6      |
| Поразка   | 4–4 | Сер 2004 | Денвер, США                    | Челленджер | Тверде   | Браян Бейкер     | 6–7(5–7), 4–6      |
| Перемога  | 5–4 | Жов 2004 | Тібурон, США                   | Челленджер | Тверде   | Кевін Кім        | 6–3, 6–3           |

### Парний розряд: 9 (7–2)
| Легенда              |
| -------------------- |
| ATP Челленджер (1–1) |
| ITF Ф'ючерс (6–1)    |

| Фінали за покриттям |
| ------------------- |
| Тверде (4–2)        |
| Ґрунт (3–0)         |
| Трава (0–0)         |
| Килим (0–0)         |

| Результат | В-П | Дата     | Турнір                       | Рівень     | Покриття | Партнер       | Суперники                      | Рахунок                 |
| --------- | --- | -------- | ---------------------------- | ---------- | -------- | ------------- | ------------------------------ | ----------------------- |
| Перемога  | 1–0 | Тра 2003 | США F10, Віро-Біч (Флорида)  | Ф'ючерс    | Ґрунт    | Раян Гавіленд | Марсіу Карлссон Рафаел Де Меса | 6–2, 6–4                |
| Перемога  | 2–0 | Тра 2003 | США F12, Тампа               | Ф'ючерс    | Ґрунт    | Раян Гавіленд | Гантлі Монтґомері Раян Сачір   | 6–2, 7–6(8–6)           |
| Перемога  | 3–0 | Сер 2003 | США F22, Декейтер (Іллінойс) | Ф'ючерс    | Тверде   | Метью Ганлін  | Девід Мартін Скотт Ліпскі      | 6–3, 3–6, 6–4           |
| Поразка   | 3–1 | Лис 2003 | Вако (Техас), США            | Челленджер | Тверде   | Раян Гавіленд | Девін Бовен Ешлі Фішер         | 4–6, 6–7(4–7)           |
| Поразка   | 3–2 | Лют 2004 | Канада F1, Калгарі           | Ф'ючерс    | Тверде   | Раян Гавіленд | Ражів Рам Раян Сачір           | 7–6(7–4), 6–7(7–9), 3–6 |
| Перемога  | 4–2 | Лют 2004 | Канада F2, Едмонтон          | Ф'ючерс    | Тверде   | Раян Гавіленд | Паул Лоґтенс Матве Мідделкоп   | 6–3, 4–6, 7–6(7–5)      |
| Перемога  | 5–2 | Тра 2004 | США F12, Тампа               | Ф'ючерс    | Ґрунт    | Раян Гавіленд | Раян Сачір Гантлі Монтґомері   | 3–6, 6–4, 6–2           |
| Перемога  | 6–2 | Чер 2004 | США F14, Саннівейл           | Ф'ючерс    | Тверде   | Раян Гавіленд | Девід Мартін Скотт Ліпскі      | 7–6(9–7), 6–7(1–7), 6–3 |
| Перемога  | 7–2 | Вер 2004 | Ковінгтон (Луїзіана), США    | Челленджер | Тверде   | Пол Голдстейн | Г'юго Армандо Ніколас Лапентті | 6–3, 6–3                |